# Biesboschkerk
De Biesboschkerk is een hervormd kerkgebouw in de tot de Noord-Brabantse gemeente Altena behorende plaats Werkendam, gelegen aan de Richter 91.

## Geschiedenis
In de Biesbosch, en wel in de Kievitswaard, bevond zich de hervormde Biesboschkapel die ten dienste stond van de mensen die in de Biesbosch woonden. In 2004 werd deze voor kerkdiensten gesloten en werd een hervormd kerkgebouw in gebruik genomen dat echter niet in de Biesbosch, maar in de nieuwbouwwijk Werkensepolder was gelegen. Deze kerk, met 490 zitplaatsen, vulde de reeds bestaande hervormde kerk, de Dorpskerk aan, die te klein was geworden.

## Gebouw
Het betreft een modern maar sober bakstenen gebouw met een schuin aflopend plat dak. Een metalen put die naar boven wijst vervult de functie van toren. De kerk werd ontworpen door architectenbureau Van Beijnum.